# 1949년 뉴욕 영화 비평가 협회상
제15회 뉴욕 영화 비평가 협회상은 1949년 영화를 대상으로 하는 시상식이다.

## 수상 및 후보

### 작품상
- 모두가 왕의 부하들

### 감독상
- 몰락한 우상 - 캐럴 리드 수상

### 여우주연상
- 사랑아 나는 통곡한다 - 올리비아 드 하빌랜드 수상

### 남우주연상
- 모두가 왕의 부하들 - 브로데릭 크로포드 수상

### 외국영화상
- 자전거 도둑